# 圖恩和塔克西斯
圖恩和塔克西斯（德語：Thurn und Taxis）是德國歷史上一個相當富裕的貴族，以郵政管理聞名。

## 親王
1. 歐根·亞歷山大，1695年至1714年在位
2. 安瑟爾姆·法蘭茲，1714年至1739年在位
3. 亞歷山大·斐迪南，1739年至1773年
4. 卡爾·安瑟爾姆，1773年至1805年在位
5. 卡爾·亞歷山大，1805年至1827年在位
6. 馬克西米利安·卡爾，1827年至1871年在位
7. 馬克西米利安·馬利亞，1871年至1885年在位
8. 阿爾貝特一世，1885年至1918年在位

1918年，德國君主制廢除。

## 家族首領
1. 阿爾貝特一世，1918年至1952年
2. 法蘭茲·約瑟夫，1952年至1971年
3. 卡爾·奧古斯特，1971年至1982年
4. 約翰尼斯，1982年至1990年
5. 阿爾貝特二世，1990年至今